# Edward Everett Hale

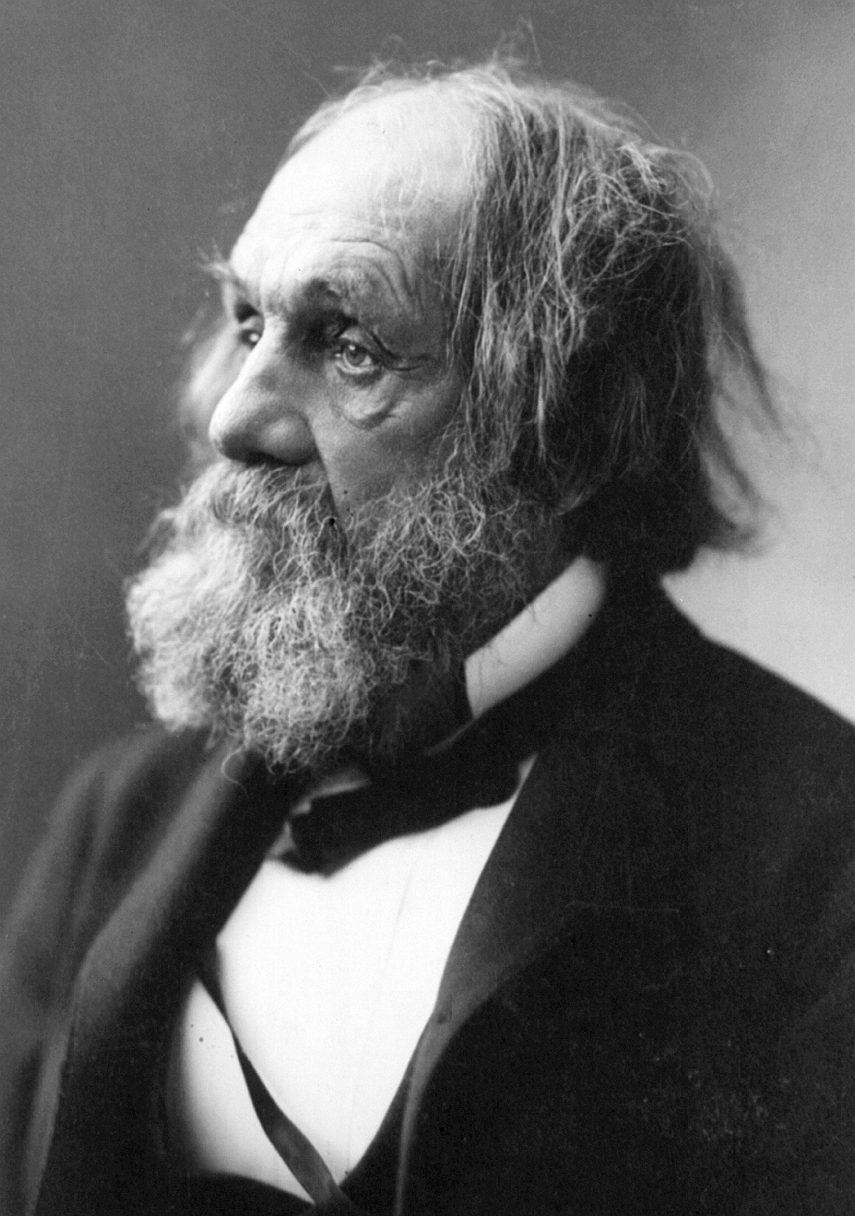
Hale in 1902

Edward Everett Hale (3 april, 1822 – 10 juni, 1909) was een Amerikaanse schrijver en Unitaristische predikant.
Voor het tijdschrift The Atlantic Monthly schreef hij het kort verhaal The Brick Moon. In dit verhaal werd voor het eerste een fictieve beschrijving van een kunstmatige satelliet gebruikt.

## Trivia
- Hij was de neef van de politicus Edward Everett.

- Bibsys: 6058511
- Biblioteca Nacional de España: XX1300166
- Bibliothèque nationale de France: cb127344788 (data)
- Catàleg d'autoritats de noms i títols de Catalunya: 981058519354606706
- CiNii: DA0219125X
- Gemeinsame Normdatei: 118719963
- International Standard Name Identifier: 0000 0000 8119 5735
- Library of Congress Control Number: n80126060
- National Archives and Records Administration: 10568372
- Nationale Bibliotheek van Tsjechië: xx0053309
- Nationale bibliotheek van Australië: 35162404
- Nationale Bibliotheek van Israël: 987007262242105171
- Nederlandse Thesaurus van Auteursnamen: 314807039
- PIC: 367602
- SNAC: w6vb9047
- Système universitaire de documentation: 058649042
- Trove: 847427
- Virtual International Authority File: 87904228
- WorldCat: E39PBJgxpctR8k7KvRwxT767pP